# Reinhard Roder
Reinhard Roder (* 6. Juli 1941 in Breslau) ist ein ehemaliger deutscher Fußballspieler, Fußballtrainer und Fußballfunktionär. Als Abwehrspieler hat er von 1964 bis 1967 in der zweitklassigen Fußball-Regionalliga Nord bei Göttingen 05 94 Ligaspiele absolviert (6 Tore) und zweimal in den Jahren 1966 und 1967 die Vizemeisterschaft erreicht. Mit Göttingen nahm er 1967 an der Bundesligaaufstiegsrunde teil und hat in der Saison 1967/68 beim 1. FC Köln in der Fußball-Bundesliga elf Ligaspiele absolviert. In seiner Zeit als Manager beim FC Bayer 05 Uerdingen (1981–1990) gewann der Club aus Krefeld 1985 den DFB-Pokal, erreichte 1983 die Bundesligarückkehr und nahm am Europapokal der Pokalsieger und am UEFA-Pokal teil.

## Werdegang

### Fußballspieler
Der in Breslau geborene Roder kam mit seiner Familie als Kriegsflüchtling nach Clausthal-Zellerfeld in Niedersachsen. Er besuchte dort die Schule, machte am örtlichen Gymnasium das Abitur und spielte Fußball in der Jugend bei der TSG Clausthal-Zellerfeld. Dort brachte er es über die Kreis-, Bezirks-, Niedersachsen- in die Norddeutsche Auswahl, mit der er 1959 den DFB-Jugendpokal gewann. Ab der Saison 1959/60 spielte er im Seniorenfußball beim Goslarer SC 08, wovon er nach der Runde 1963/64 aus der Amateurliga Staffel 4 vom Regionalligaaufsteiger Göttingen 05 verpflichtet wurde. Unter Trainer Fritz Rebell debütierte der Stopper aus Goslar am 9. August 1964 bei einer 0:3-Auswärtsniederlage bei Arminia Hannover in der zweitklassigen Regionalliga Nord. Er gehörte auf Anhieb der Stammbesetzung von Göttingen an und absolvierte in seiner ersten Runde 32 Ligaspiele (2 Tore), als der Aufsteiger den 5. Rang belegte. Roder entwickelte sich bei den Schwarz-Gelben zu einem überdurchschnittlichen Abwehrspieler der alten Regionalliga Nord. In seiner zweiten und dritten Runde belegte er 1966 und 1967 mit Göttingen jeweils den 2. Platz im Norden, konnte aber nur 1967 an der Aufstiegsrunde zur Bundesliga mit seiner Mannschaft teilnehmen. Der Südwestvize 1. FC Saarbrücken verbaute Göttingen 1966 in zwei verlorenen Qualifikationsspielen den Weg. Nach der Runde 1966/67 nahm er an der Seite von Mitspielern wie Dietmar Degenhardt, Klaus Matz, Peter Klepatz, Heiner Klose, Fred Hoff und Dietmar Mürdter dann an der Aufstiegsrunde teil, kam aber mit 6:10 Punkten lediglich auf dem 4. Gruppenplatz hinter Alemannia Aachen, Kickers Offenbach und dem 1. FC Saarbrücken ein. Roder hatte alle acht Gruppenspiele bestritten und die Verantwortlichen des 1. FC Köln überzeugt und nahm deren Angebot an und wechselte zur Saison 1967/68 nach Köln in die Fußball-Bundesliga.
1967 ging er zum 1. FC Köln und bestritt unter Trainer Willi Multhaup elf Bundesligaspiele. Danach spielte er von 1968 bis 1970 zwei Jahre für Bayer 04 Leverkusen und absolvierte in der Regionalliga West insgesamt 39 Ligaspiele, in denen er vier Tore erzielte.

### Trainer und Funktionär
Roder führte in seiner Zeit in Köln und Leverkusen ein Studium an der Sporthochschule in Köln durch unterrichtete nach seiner Rückkehr nach Göttingen am dortigen Otto-Hahn-Gymnasium Sport. Er stieg in Göttingen ab der Saison 1972/73 als Trainer ein und betreute die Mannschaft bis Dezember 1976. Er wechselte im Sommer 1977 zum VfL Osnabrück, wo er von Präsident Hartwig Piepenbrock mit hohen Erwartungen präsentiert wurde. Am 1. März 1978 wurde er jedoch wegen Erfolglosigkeit entlassen. Danach versuchte er sich noch einmal als Trainer bei Tennis Borussia Berlin, wechselte dann aber ins Managerfach.
In dieser Funktion hatte er eine erfolgreiche Zeit bei Bayer 05 Uerdingen, wo er von 1981/82 bis 1989/90 tätig war. Mit den verschiedenen Trainern Werner Biskup, Hans-Dieter Tippenhauer, Friedhelm Konietzka, Karl-Heinz Feldkamp, Rolf Schafstall und Horst Wohlers erreichte er 1982/83 nach der Relegation gegen den FC Schalke 04 die Bundesligarückkehr, gewann 1985 den DFB-Pokal, erlebte die unvergessenen Spiele 1985/86 im Europapokal der Pokalsieger – unter anderem das legendäre 7:3 im Rückspiel am 19. März 1986 gegen Dynamo Dresden –, den 3. Rang in der Bundesliga 1985/86 und das Erstarken der Jugendabteilung, welche in den zwei deutschen Meisterschaften 1987 in der B- und A-Jugend gipfelte. Er arbeitete unter dem 1. Vorsitzenden Arno Eschler mit den Blau-Roten vom Grotenburg-Stadion mit Spielern wie Matthias Herget, Friedhelm und Wolfgang Funkel, Werner Vollack, Karl-Heinz Wöhrlin, Horst Feilzer, Rudi Bommer, Atli Edvaldsson, Dietmar Klinger, Horst Steffen, Brian Laudrup und Marcel Witeczek zusammen.
1990 übernahm er den Managerjob bei Hertha BSC, musste aber nach eineinhalb, relativ erfolglosen Jahren vorzeitig gehen. Im Winter 1991/92 verabschiedete sich Roder endgültig aus dem Profifußball und arbeitete bis zur Verrentung als Geschäftsführer eines Produktionsbetriebs für die Baustoffbranche in Geldern am Niederrhein.

## Vereine

### Als Spieler
- 1949–1959 TSG Clausthal-Zellerfeld (Jugend)
- 1959–1964 Goslarer SC 08
- 1964–1967 Göttingen 05
- 1967–1968 1. FC Köln
- 1968–1970 Bayer 04 Leverkusen

### Als Trainer
- 1972–1976 Göttingen 05
- 1977–1978 VfL Osnabrück
- 1978–1980 Tennis Borussia Berlin

### Als Manager
- Bayer 05 Uerdingen
- Hertha BSC